# (7984) Marius
(7984) Marius est un astéroïde de la ceinture principale.

## Description
(7984) Marius est un astéroïde de la ceinture principale. Il fut découvert le 29 septembre 1980 à l'Observatoire Kleť par Zdeňka Vávrová. Il présente une orbite caractérisée par un demi-grand axe de 2,63 UA, une excentricité de 0,20 et une inclinaison de 9,1° par rapport à l'écliptique.

## Compléments